# العلاقات التنزانية الميانمارية
العلاقات التنزانية الميانمارية هي العلاقات الثنائية التي تجمع بين تنزانيا وميانمار.

## مقارنة بين البلدين
هذه مقارنة عامة ومرجعية للدولتين:
| وجه المقارنة                                              | تنزانيا                        | ميانمار          |
| --------------------------------------------------------- | ------------------------------ | ---------------- |
| المساحة (كم2)                                             | 947.30 ألف                     | 676.58 ألف       |
| عدد السكان (نسمة)                                         | 57.31 مليون                    | 53.37 مليون      |
| الكثافة السكانية (ن./كم²)                                 | 60.5                           | 78.88            |
| العاصمة                                                   | دودوما                         | نايبيداو، يانغون |
| اللغة الرسمية                                             | اللغة السواحلية، لغة إنجليزية  | اللغة البورمية   |
| العملة                                                    | شيلينغ تانزاني                 | كيات ميانماري    |
| الناتج المحلي الإجمالي (بليون دولار)                      | 52.09 مليار                    | 69.32 مليار      |
| الناتج المحلي الإجمالي (تعادل القوة الشرائية) بليون دولار | 138.73 مليار                   | 282.95 مليار     |
| الناتج المحلي الإجمالي الاسمي للفرد دولار أمريكي          | 878                            | 1.16 ألف         |
| الناتج المحلي الإجمالي للفرد دولار أمريكي                 | 2.54 ألف                       |                  |
| مؤشر التنمية البشرية                                      | 0.521                          | 0.536            |
| رمز المكالمات الدولي                                      | +255                           | +95              |
| رمز الإنترنت                                              | .tz                            | .mm              |
| المنطقة الزمنية                                           | ت ع م+03:00، توقيت شرق أفريقيا | ت ع م+06:30      |

## منظمات دولية مشتركة
يشترك البلدان في عضوية مجموعة من المنظمات الدولية، منها:
| علم المنظمة | اسم المنظمة                        | تاريخ انضمام تنزانيا | تاريخ انضمام ميانمار |
| ----------- | ---------------------------------- | -------------------- | -------------------- |
|             | مؤسسة التنمية الدولية              | 6 نوفمبر 1962        | 5 نوفمبر 1962        |
|             | يونسكو                             | 6 مارس 1962          | 27 يونيو 1949        |
|             | مؤسسة التمويل الدولية              | 10 سبتمبر 1962       | 3 ديسمبر 1956        |
|             | منظمة حظر الأسلحة الكيميائية       | ?                    | ?                    |
|             | الأمم المتحدة                      | 14 ديسمبر 1961       | 19 أبريل 1948        |
|             | الاتحاد الدولي للاتصالات           | 31 أكتوبر 1962       | 15 سبتمبر 1937       |
|             | منظمة الشرطة الجنائية الدولية      | ?                    | ?                    |
|             | البنك الدولي للإنشاء والتعمير      | 10 سبتمبر 1962       | 3 يناير 1952         |
|             | الاتحاد البريدي العالمي            | ?                    | ?                    |
|             | وكالة ضمان الاستثمار متعدد الأطراف | 19 يونيو 1992        | 16 ديسمبر 2013       |
|             | منظمة التجارة العالمية             | 1995                 | ?                    |

## وصلات خارجية
- موقع وزارة الخارجية التنزانية
- موقع وزارة الخارجية الميانمارية